# Боссоло, Антонино
Антонино Боссоло (итал. Antonino Bossolo; род. 27 января 1995 года, Палермо, Италия) — итальянский паратхэквондист. Бронзовый призёр летних Паралимпийских игр 2024 в Париже.

## Биография
2 сентября 2021 года принял участие на летних Паралимпийских играх 2020 в Токио в весовой категории до 61 кг. В 1/8 финала победил узбека Зухриддина Тохирова, в четвертьфинале — монгола Ганбатына Болор-Эрдене. В полуфинале проиграл бразильцу Натану Торкуато. В матче за третье место проиграл турецкому спортсмену Махмуту Бозтеке.
30 августа 2024 года на летних Паралимпийских играх 2024 в Париже соревновался в весовой категории до 63 кг. В четвертьфинале победил марокканца Аюба Адуиха, в полуфинале проиграл монголу Ганбатыну Болор-Эрдене. В матче за третье место победил израильского тхэквондиста Аднана Милада.